# Българско народно творчество
Българско народно творчество е общото наименование за произведенията на изкуството и постиженията на културата, предаващи се традиционно от поколение на поколение българи от достатъчно дълго време, за да се забрави името на техния автор.

## Български народни приказки, легенди, пословици и поговорки
В течение на времето, под форма на кратки разкази се появили приказките. Те описват живота на хората, техните вълнения и уроци и в крайна сметка целта им е била да забавляват хората, но и да представят от всяка случка поука. При вълшебните и тези за животни, се описват вярванията на хората, техните суеверия и понякога измислици.
Поговорките се появяват като уроци за живота, извор на мъдростта на народа. Влияние върху поговорките отразяват времето когато са създадени, населеното място и областта. Често в поговорките има рима.
Българските народни гатанки са оформени като кратки и забавни въпроси на хората. Всъщност от дълбока древност хората описвали основните черти на дадени предмети, които не бива да се изричат. В гатанките също често се среща рима.
Легендите се появяват по-късно. Те описват дадени суеверия, или вярвания на народа. Например в Къджалийско има известна легенда свързана с природния феномен наречен Вкаменената сватба, която гласи как девера на сватбата има нечестиви мисли към булката и Бог ги наказва всички като ги вкаменява.

## Български народни песни и танци
Българските народни песни са най-значителният, разнообразен, художествен дял в българския фолклор. Народните песни са умотворения в стихотворна форма, при които текст и мелодия са неразривно свързани. Българското народно поетическо творчество води началото си от далечни времена. Първите сведения за народни песни и певци са от IX - X век. Най-ранният запис на български народни песни са запазените песни в българо-гръцкия речник от Богатско „Начало на думи у българите, които се отнасят към (просто)народния език“. Най-много народни песни са запазени от XVIII век. Голяма част от старите народни песни не са записани и са забравени. Песните възникват като вътрешна потребност на създателите – да дадат израз на своите преживявания и мисли. Те са изпети в тъжни или радостни дни – на големи празници, на нивата, край стана. Техни творци са хора с поетически и музикален талант – певци, гуслари, гайдари, калваджии. Народната песен се създава и развива на село. Предава се от певец на певец и така се получават много и различни варианти.
Народният певец е разпределил в няколко основни групи песните – юнашки хайдушки, митически, обредни, любовни. Има и няколко подгрупи като самовилски, самодивски и др.